# 오리건 준주
오리건 준주(Oregon Territory)는 1848년에서 1859년 사이에 존재했던 미국의 준주이다.

## 개요
오리건 준주는 1848년 8월 14일에 의회의 결의에 따라 북위 49도선 이남의 오리건 컨트리의 미국 측 영역에서 만들어졌다. 처음에는 현재 아이다호주, 오리건주, 워싱턴주와 몬태나주의 로키산맥 분수령 이서, 와이오밍주의 로키산맥 분수령 이서과 북위 42도선 (멕시코 할양 지역의 북쪽 한계) 이북을 포함했다.

## 주도
최초의 주도는 오리건 시티였지만, 1851년에 세일럼으로 옮겼다. 1853년에 준주의 북부, 콜럼비아 강 하류부와 북위 46도선 이북이 워싱턴 준주가 되었다.
1859년 2월 14일에 오리건 준주는 오리건주가 되었고, 영역도 현재의 것이 되었다. 오리건에 포함되지 않은 동부(현재 아이다 호 남부와 와이오밍주 서부)는 워싱턴 준주에 추가 되었다.

## 영역 변화

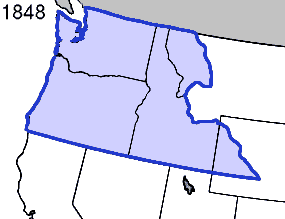
창설 시의 영역 (파란색)
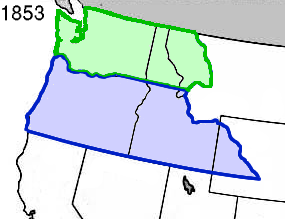
준주 승격 (녹색) 분할 후의 영역
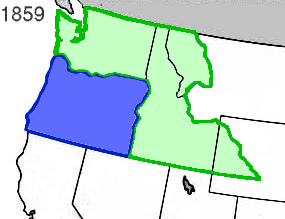
주 승격 후의 영역